# Lammbrauerei Hilsenbeck
Die Lammbrauerei Hilsenbeck (auch Gruibinger Biere) ist ein Familienunternehmen in Gruibingen, Landkreis Göppingen. Das Logo der Privatbrauerei ist an das Ortswappen von Gruibingen angelehnt und stellt ein goldenes Widderhorn dar.

## Geschichte
Die Lammbrauerei Hilsenbeck wurde 1728 von der Familie Allmendinger in Gruibingen gegründet. Nach dem Tod des Brauers heiratete die Witwe Johannes Hilsenbeck aus Feldstetten. Die Brauerei ist bis heute im Besitz der Familie. Aktuelle Braumeister sind Hans-Dieter Hilsenbeck sowie sein Sohn Christoph.
Eine Besonderheit der Brauerei ist das Brunnenbier. Der Name rührt daher, dass das Bier 1988 zur Einweihung des Maierhofs aus dem extra umgebauten Dorfbrunnen gezapft wurde. Weitere Spezialitäten sind das Dorfbräu (Export), das Stiefelpils und das Saukalt (Helles), welches mehrfach prämiert wurde. Saisonal ist das Osterhäsle (Märzen), das Meister-Bock (Bockbier), das Erntebier und das Winterbier erhältlich.
Dank einer Ausnahmegenehmigung des Regierungspräsidiums Stuttgart kann die Brauerei seit dem Jahr 2021 Brotbier herstellen, bei welchem ein Teil des Malzes durch Brotreste lokaler Bäckereien ersetzt wird. Die Ausnahmegenehmigung ist deshalb nötig, weil die Zugabe von Brot nicht dem Reinheitsgebot für Bier entspricht.
Während der Corona-Pandemie 2020 hat die Brauerei vorübergehend gezielt Ethanol für die Apotheken in der Region hergestellt, um den erhöhten Bedarf an hochprozentigem Alkohol zur Herstellung von Desinfektionsmitteln zu unterstützen.

## Veranstaltungen
1995 fand das 1. Gruibinger Brauerei-Fest statt, das seither immer am Muttertag veranstaltet wird. 1997 erfolgte der 1. Gruibinger Bockbier-Anstich, seither immer am Samstag vor dem 1. Advent stattfindet.

## Auszeichnungen
Die Lammbrauerei lässt jährlich ihre Biere von der deutschen Landwirtschafts-Gesellschaft (DLG) prüfen und auszeichnen:
- Urkunde DLG Goldener Preis 2021 für Gruibinger Sommerbier
- Urkunde DLG Goldener Preis 2021 für Gruibinger Helles
- Urkunde DLG Goldener Preis 2021 für Gruibinger Dorfbräu
- Urkunde DLG Goldener Preis 2021 für Gruibinger Saukalt
- Urkunde DLG Goldener Preis 2021 für Gruibinger Stiefel-Pils
- Urkunde DLG Goldener Preis 2021 für Gruibinger Brunnenbier
- Urkunde DLG Goldener Preis 2021 für Gruibinger Osterhäsle
- Urkunde DLG Goldener Preis 2021 für Gruibinger Halb/Halb Naturradler
- Urkunde DLG Goldener Preis 2020 für Gruibinger Brunnenbier Naturtrüb
- Urkunde DLG Goldener Preis 2020 für Gruibinger Winterbier
- Urkunde DLG Goldener Preis 2020 für Gruibinger Dorfbräu Export
- Urkunde DLG Goldener Preis 2020 für Gruibinger Saukalt
- Urkunde Meininger‘s International Craft Beer Award Silver 2019 für Helles Gruibinger Saulkalt